# Lutetium
Lutetium (opkaldt efter det latinske navn for Paris; Lutetia) er det 71. grundstof i det periodiske system, og har det kemiske symbol Lu: Under normale temperatur- og trykforhold optræder dette overgangsmetal som et sølvskinnende metal. Det er det hårdeste og det tungeste "medlem" af de sjældne jordarter.

## Kemiske egenskaber
Selv om lutetium "passer" ind i overgangsmetallerne med hensyn til placeringen i det periodiske system, dets elektronkonfiguration og dets fysiske egenskaber, ser man ofte lutetium kategoriseret blandt lanthaniderne.
Lutetium er forholdsvis modstandsdygtigt overfor iltning ("rust") ved kontakt med tør atmosfærisk luft, men i fugtig luft bliver overfladen anløben og grå. Ved temperaturer et stykke over stuetemperatur antændes metallet, og danner lutetiumsesquioxid (Lu2O3). Lutetium reagerer ganske langsomt med vand, under dannelse af gasformig brint og lutetiumhydroxid.
I kemiske forbindelser optræder lutetium med oxidationtrin 3. I vandige opløsninger er kationen Lu+++ farveløs. 

## Tekniske anvendelser
Rent, metallisk lutetium er ekstremt svært at fremstille, og derfor ekstremt dyrt; gram for gram cirka seks gange så dyrt som guld. Af den grund er der ikke ret mange praktiske anvendelser for dette grundstof. Det bruges blandt andet som katalysator i forskellige kemiske reaktioner, herunder i forbindelse med nedbrydning af større kulbrinter til mindre på raffinaderier. Lutetium-aluminium-granat har et højt brydningsindeks, og krystaller som lutetiumortooxysilikat bruges som scintillator i forbindelse med positronemissionstomografi.

## Historie
Lutetium blev opdaget i 1905 af den franske videnskabsmand Georges Urbain og den østrigske mineralog Carl Auer von Welsbach, uafhængigt af hinanden. Begge fandt stoffet i mineralet ytterbia, som man på den tid ikke troede indeholdt andre sjældne jordarter end ytterbium. Urbain, som var den første af de to til at offentliggøre opdagelsen, fik æren af at navngive stoffet: Han valgte at kalde det nye stof for lucetium — denne stavemåde blev i 1949 ændret til lutetium.
Welsbach foreslog navnet cassiopium og det kemiske symbol Cp, efter stjernebilledet Cassiopeia, men dette navneforslag blev afvist. Mange tyske videnskabsfolk blev dog ved med at kalde stoffet for cassiopium op igennem 1950'erne.

## Forekomst og udvinding
Lutetium findes aldrig i fri, metallisk form i naturen, men i kemiske forbindelser sammen med andre stoffer — især sammen med andre sjældne jordarter. Kommerciel udvinding af lutetium sker fra mineralet monazit; man udskiller det fra de øvrige metaller ved en ionbytningsproces, og udvinder så det rene metal ved at reducere vandfrit lutetium(III)klorid eller lutetium(III)fluorid ved hjælp af enten et alkalimetal eller jordalkalimetal.

## Isotoper af lutetium
Naturligt forekommende lutetium består for 97,41 procents vedkommende af den eneste stabile isotop; lutetium-175. Hertil kender man 33 radioaktive isotoper, hvoraf lutetium -176 har den længste halveringstid; 37,8 milliarder år. De øvrige radioaktive isotoper har halveringstider fra nogle få år og nedefter.